# Нязь
Нязь (рос. Нязь) — річка в Росії, права притока Лози. Протікає територією Якшур-Бодьїнського та Ігринський районів Удмуртії.
Річка починається за 1 км на північний захід від присілка Кенервай. Протікає спочатку на схід та північ, біля присілку Патраки повертає на північний схід та північ. Входячи на територію Ігринського району річка повертає на північний захід і вирізняється на даній ділянці значним меандруванням. Впадає до Лози навпроти околиць села Куш'я. Значні ділянки берегу заліснені. Приймає багато дрібних приток, найбільшими серед яких є ліві Тилой та Кізядзінка.
В присілках Патраки, Сямпі та колишньому Черепаново до 1960-их років діяли водяні млини. В присілку Патраки 1980 року збудована бетонна гребля, перед якою утворився ставок площею 11 га та глибиною 1,2 м. Ще одна гребля збудована в присілку Сямпі, ставок якої має площу 15 га та глибину 1 м.
Над річкою розташовані населені пункти:
- Якшур-Бодьїнський район — Патраки, Сямпі
- Ігринський район — Пазялі, Верх-Нязь, Чутир, Ляльшур, Нязь-Ворци